# 中国银行芜湖分行旧址
中国银行芜湖分行旧址位于中国安徽省芜湖市镜湖区中二街86号。

## 历史
中国银行芜湖分行创办于宣统元年（1909年）。1926-1927年，在二街兴建雄伟的银行大楼。

## 建筑
中国银行芜湖分行旧址由柳士英设计，采用古典式建筑风格，立面设4根爱奥尼克式的圆柱。建筑面积1099平方米。大厅有250平方米，高达7米。

## 现状
中国银行芜湖分行旧址现为市工商银行中二街办事处。2005年12月，中国银行芜湖分行旧址公布为第三批芜湖市文物保护单位。2012年6月21日，升格为第六批安徽省文物保护单位。